# Lauro
Lauro – miejscowość i gmina we Włoszech, w regionie Kampania, w prowincji Avellino.
Według danych na 1 stycznia 2022 roku gminę zamieszkiwały 3282 osoby (1566 mężczyzn i 1716 kobiet).